# Selec
Selec este o comună slovacă, aflată în districtul Trenčín din regiunea Trenčín. Localitatea se află la altitudinea de 319 m deasupra n.m., se întinde pe o suprafață de 24,8 km2 și în 2017 număra 1.006 locuitori.

## Istoric
Localitatea Selec este atestată documentar din 1439.

## Demografie
| An:                | 1994 | 2004   | 2014   | 2024   |
| ------------------ | ---- | ------ | ------ | ------ |
| Număr de persoane: | 904  | 957    | 1004   | 1007   |
| Diferență:         |      | +5,86% | +4,91% | +0,29% |

| An:                | 2023 | 2024   |
| ------------------ | ---- | ------ |
| Număr de persoane: | 1004 | 1007   |
| Diferență:         |      | +0,29% |